# Russian Pizza Blues
Russian Pizza Blues är en dansk-norsk-svensk film från 1992.

## Rollista (i urval)
- Michael Wikke - Leslie Howard Hansen
- Steen Rasmussen - BB
- Sergei Gazarov - Gazarov
- Marianna Rubinchik - Elena Gazarova
- Monica Zetterlund - sig själv
- Claus Nissen -  Claus
- Hugo Øster Bendtsen - Hugo
- Charlotte Toft - Lotte